# نیکی وو
نیکی وو (انگلیسی: Nicky Wu; زادهٔ ۳۱ اکتبر ۱۹۷۰) بازیگر و خواننده اهل تایوان است. وی از سال ۱۹۸۸ میلادی تاکنون مشغول فعالیت بوده است.
از فیلم‌ها یا برنامه‌های تلویزیونی که وی در آن نقش داشته است می‌توان به نبرد فرماندهان اشاره کرد.